# Лечебный
Лечебный — посёлок в Сысертском районе Свердловской области России. Входит в Сысертский муниципальный округ.
Ранее посёлок входил в состав Щелкунского сельсовета Сысертского района.

## География
Посёлок Лечебный расположен в лесистой местности, к юго-юго-востоку от Екатеринбурга, в 14 километрах на юго-восток от города Сысерти (по автодороге в 17 километрах). В двух километрах к юго-западу от посёлка находится Лезгинское болото — памятник природы. Посёлок Лечебный соседствут с посёлком Поляна, расположенным чуть северо-западнее по автодороге на Сысерть.

## История
До 1966 года назывался посёлком при туберкулёзной больнице. Нынешняя граница посёлка была установлена 2 августа 2007 года.

## Население
| 2002 | 2010 | 2021 |
| ---- | ---- | ---- |
| 22   | ↘17  | ↗33  |